# Cotxa cua-roja
La cotxa cua-roja (a les Balears, simplement coa-roja i coeta roja), cua-roig, carboner o capellà (Phoenicurus phoenicurus) és un petit passeriforme abans classificat dins la família dels túrdids (Turdidae), però ara considerat de la família dels muscicàpids (Muscicapidae).
És un visitant d'estiu a Europa. Els seus quarters d'hivern són a l'Àfrica del Nord. La cotxa cua-roja és comuna a la Gran Bretanya.
El mascle arriba a Europa a l'abril, amb uns quants dies d'avantatge respecte a les femelles. Viu en boscos i en parcs especialment si hi ha fusta vella amb insectes. El mes de maig pon de 5 a 6 ous blaus.
El seu estat de conservació es considera de risc mínim.